# Магбет (филм из 1948)
Магбет (енгл. Macbeth) је амерички историјски драмски ратни филм из 1948. године, режисера, сценаристе, продуцента и главног глумца Орсона Велса, заснован на истоименој трагедији Вилијама Шекспира. Остале улоге тумаче Џенет Нолан, Ден О'Херлихи, Роди Макдауал, Едгар Баријер, Алан Непијер и Пеги Вебер.

## Радња
У средњем веку, Магбету и Банку прилазе Три вештице. Обраћају се Магбету, поздрављајући га као „тана од Кодора” и будућег краља Шкотске. Људи краља Данкана стижу и честитају Магбету на победи, додељујући му титулу тана од Кодора. Магбет шаље писмо својој жени о пророчанству Три вештице, а она се пита да ли је Магбет способан да убије Данкана.
Данкан поздравља и хвали Магбета, изјављујући да ће преноћити у његовом замку. Касније те ноћи, Магбет изражава нелагоду због убиства Данкана. Леди Магбет одбацује приговоре свог мужа доводећи у питање његову мушкост и убеђује га да убије краља. Магбет убија Данкана, али се враћа својој жени са бодежима. Када је Данкан пронађен мртав, Магбет окривљује двојицу Данканових слуга, подмећући им крваве бодеже. Сећајући се пророчанства, Банко сумња у Магбетову потенцијалну улогу у краљевом убиству. Враћајући се својој жени, Магбет изражава кривицу и изјављује да више никада неће моћи да заспи.
Данканов син Малколм бежи, а Магбет се крунише за новог краља Шкотске. Забринут да ће Банкови потомци владати Шкотском, Магбет позива Банка на краљевски банкет. Он шаље двојицу људи да убију Банка, али његов син успева да побегне. На банкету, Магбет се избезуми након што угледа Банковог духа. Остали паниче када Магбет почне да бесни на празну столицу, све док им очајна леди Магбет не каже да је њен муж само оболео од безазлене болести.
Три вештице упозоравају побеснелог Магбета да се чува Макдафа, који је побегао у Енглеску. Магбет представља Макдафа као издајника и шаље војнике да га убију. Када војници стигну у Макдафов замак, сви присутни бивају убијени, укључујући леди Макдаф и њиховог малог сина. По повратку у Енглеску, Рос обавештава Макдафа да је његова породица убијена, на шта се овај заклиње на освету. Заједно, са Малколмом, враћа се у Шкотску са огромном војском да поводе рат против Магбета.
По повратку у Шкотску, Магбет сазнаје за приближавање енглеске војске и замоли доктора да брине о леди Магбет, која пати од халуцинација. Схрвана кривицом због убистава, леди Магбет шета у сну по целом замку и пада преко стрме литице у своју смрт. Убрзо након тога, енглеска војска врши инвазију, покривајући се сечом грана дрвећа. Они јуришају на замак, где се Макдаф бори са Магбетом у борби мачевима. Макдаф одруби главу Магбету, а Рос даје круну Малколму.

## Улоге
| Глумац         | Улога               |
| -------------- | ------------------- |
| Орсон Велс     | Магбет              |
| Џенет Нолан    | леди Магбет         |
| Ден О'Херлихи  | Макдаф              |
| Роди Макдауал  | Малколм             |
| Едгар Баријер  | Банко               |
| Алан Непијер   | Свети отац          |
| Ерскин Санфорд | краљ Данкан         |
| Џон Диркс      | Рос                 |
| Кин Кертис     | Ленокс              |
| Пеги Вебер     | леди Макдаф вештица |

## Продукција
Године 1947. Орсон Велс је почео да промовише идеју о адаптације једне Шекспирове драме за филмско платно. У почетку је покушао да побуди интересовање Александра Корде за адаптацију Отела, али није успео да прикупи подршку за тај пројекат. Велс је након тога почео да се залаже за филмску адаптацију Магбета, којег је у свом насилном окружењу замислио као „савршен укрштај између Орканских висова и Франкенштајнове невесте”.
Удруживши се са продуцентом Чарлсом К. Фелдманом, Велс је успешно убедио Херберта Јејтса, оснивача и председника компаније Republic Pictures, у могућност креирања филмске верзије Магбета. Јејтс је покушавао да подигне ниво свог студија, који је производио вестерне Роја Роџерса и нискобуџетне филмове, у ниво престижног студија. Студио је већ покушао да представи необичне филмове, укључујући Љубомору (1945) Густава Махатија и Спектар руже (1946) Бена Хехта.
Међутим, Јејтс није могао да обезбеди Велсу велики буџет. Велс је гарантовао да ће испоручити комплетан негатив Магбета са буџетом од 700.000 долара. Када су неки чланови управног одбора студија изразили сумњу у вези са пројектом, Велс је саставио уговор у коме је пристао да лично плати било који износ већи од 700.000 долара.
Велс је претходно креирао позоришну представу Вуду Магбет 1936. године у Њујорку са потпуно црначком поставом, а 1947. ју је представио у Солт Лејк Ситију у оквиру Фестивала стогодишњице Јуте. За своју филмску адаптацију позајмио је аспекте из обе продукције.
Магбет је четврти пут да је холивудски студио из пост-немог доба продуцирао филм заснован на Шекспировој драми: United Artists је продуцирао Укроћену горопад 1929, Warner Bros. је снимио Сан летње ноћи 1935, а Metro-Goldwyn-Mayer је издао Ромеа и Јулију 1936. године. Ниједан од ових филмова није био комерцијално успешан, али је и финансијски и критички престиж филмске верзије Хенрија Петог Лоренса Оливијеа (која је снимљена у Уједињеном Краљевству 1944, али није издата у САД до 1946. године) помогао да се Велсовом Магбету да зелено светло.

### Кастинг
Велс је себи доделио главну улогу, али у почетку није могао да се одлучи у избору леди Магбет, коју је студио сматрао фокусом филма. Његов први избор била је Вивијен Ли, али јој се никада није обратио јер је веровао да јој њен муж, Лоренс Оливије, неће пружити подршку. Улога је понуђена Талули Банкхед, која ју је одбила. На Велсов захтев улога је била понуђена Ен Бакстер, Мерседес Макејмбриџ и Агнес Мурхед, али ниједна од њих није била доступна. „Нема доказа који би сугерисали да су ова одбијања била велики ударац за Велса”, написао је биограф Френк Брејди. Велс се определио за Џенет Нолан, једну од радио-глумица Меркјури театра и колегиницу од поверења још од њихових дана у радијском програму The March of Time.
Велс је доделио ирском глумцу Дену О'Херлихију улогу Макдафа, што је била његова прва улога у неком америчком филму, а бившем дечјем глумцу Родију Макдауалу улогу Малколма. Велс је такође дао својој ћерки Кристофер улогу Макдафовог сина; ово је била њена једина филмска улога.

### Адаптација
Екранизујући Магбета, Велс је направио неколико измена у односу на Шекспиров оригинал. Додао је сцене које су укључивале вештице да би повећао њихов значај. На почетку филма оне креирају глинену фигуру Магбета, која се користи да симболизује његов успон и пропаст. Она се пропадне, наизглед својом вољом, одмах након што је Магбету одрубљена глава. Чини се да вештице бацају чини на фигуру, а све што јој се догоди чини се да се дешава и Магбету, као у вудуу. Вештице се такође враћају на крају филма, гледајући драму издалека и изговарајући „Мир, чари су завршене” као завршну реченицу; ова реченица је изговорена у првом чину оригиналног текста, када се вештице у почетку суочавају са Магбетом.
Због цензуре, Портеров говор је лишен свих својих двосмислености.
Велика промена је Велсово увођење новог лика, Светог оца. Овај свештеник чита молитву Арханђела Михаила. Велс је касније објаснио да је присуство овог лика требало да потврди да је „главна поента филма борба између старе и нове религије. Видео сам вештице као представнике друидске паганске религије потиснуте хришћанством – самог по себи новопридошлим”. Постоји суптилна инсинуација да је леди Магбет смртоносно ранила Данкана пре Макбетовог напада на краља, а Магбет сведочи месечарењу и сценама лудила леди Магбет; у драми није присутан током ових догађаја.
Унете су и друге измене како би се драма прилагодила филмском платну. Скоро све сцене краља Данкана на почетку драме су исечене као и лик Доналбејна, његовог другог сина. Види се како Магбет диктира писмо које жели да пошаље својој жени, за разлику од драме где га сам пише. У филму је приказано погубљење тана од Кодора, праћено константним ударцима бубњева. Самоубиство леди Макбет и последња битка између Магбетових снага и Макдафове војске приказани су у филму; у драми се обе сцене дешавају ван сцене. Уместо да смртно рани Магбета и потом одруби главу његовом лешу, Макдаф убија Магбета тако што му одсече главу. Поред тога, многе сцене су исечене или измењене. Ово је било скандалозно за многе тадашње критичаре; данас је, међутим, прихваћена пракса да се то чини у филмским верзијама Шекспирових комада у још већој мери него што је то чинио Велс, као што је то урадио Жан-Лик Годар у свом веома необичном и контроверзном Краљу Лиру, и као што је то урадио Питер Гринвеј у Просперовим књигама.

### Снимање
Филм је сниман на сетовима који су преостали од снимања вестерна за Republic Studios. Да би се прилагодио густом распореду продукције, Велс је дао глумцима да унапред сниме свој дијалоге.
Велс је касније изразио фрустрацију због ниског буџета филма. Већина костима је изнајмљена од компаније Western Costume, осим оних за Магбета и леди Магбет. „Мој је требало да се врати, јер сам у њему изгледао као Кип слободе”, рекао је Велс редитељу Питеру Богдановичу. „Али није било материјала за још један и ништа у залихама ми не би одговарало, тако да сам заглавио с тим.”
Велс је такође рекао Богдановичу да је сцена за коју сматра да је најефикаснија заправо заснована на глади. „Наша најбоља сцена гомиле била је снимак где све масовне снаге Макдафове војске јуришају на замак”, рекао је он. „Постојала је веома присутна хитност, јер оно што се дешавало је да смо управо позвали на подневну паузу, а сви ти статисти су журили на ручак.”
Велс је снимио филм за 23 дана, са једним даном посвећеним поновним снимањима.

## Пријем
Студио је првобитно планирао да Магбет буде објављен до децембра 1947, али Велс није био спреман са филмом. Студио је пријавио филм за Филмски фестивал у Венецији 1948. године, али га је нагло повукао када је неповољно упоређен са Оливијевом верзијом Хамлета, која је такође била у конкуренцији фестивала.
У америчким биоскопима, студио је тестирао филм у неколико градова. Критичка реакција била је у великој мери негативна, уз притужбе на Велсову одлуку да његова глумачка екипа говори шкотским нагласком и измена оригиналног текста.
Након првобитног објављивања, студио је натерао Велса да исече два колута из филма и наредио му да поново сними већи део звучног записа тако да глумци говоре својим природним гласовима, а не шкотским нагласцима које је Велс првобитно тражио. Ову нову верзију је објавио 1950. године. Иако критичка реакција још увек није била позитивна, филм је остварио малу зараду за студио.
Велс је имао помешана осећања о филму. На предавању 1953. на Фестивалу у Единбургу, рекао је: „Моја сврха у стварању Магбета није била снимити велики филм – и то је необично, јер мислим да сваки режисер, чак и када прави глупост, треба да има за циљ снимање великог филма. Мислио сам да снимам нешто што би могло бити добар филм, а шта би, ако би се дошло до 23-дневног распореда снимања, могло подстаћи друге филмске ствараоце да се баве тешким темама. Нажалост, ниједан критичар ни у једном делу света није одлучио да ме похвали због брзине. Сматрали су да је скандал то што ми је требало само 23 дана. Наравно, били су у праву, али нисам могао свакоме да пишем и да објасним да ми нико неће дати новац за још један дан снимања... Међутим, не стидим се ограничења филма.”
Скраћена верзија Магбета остала је у издању све до 1980. године, када су оригиналну немонтирану верзију са шкотским нагласцима обновили Архив филма и телевизије и Шекспирова библиотека Фолгер. Критичко мишљење о филму се драстично побољшало од његовог првобитног објављивања, а многи га сада сматрају једним од Велсових најзапаженијих филмова. На сајту Rotten Tomatoes, филм има рејтинг одобравања од 88% на основу 25 рецензија, са просечном оценом од 7,52/10. Консензус критичара сајта гласи: „Овај прогањајући, ексцентрични Магбет може бити спутан буџетским ограничењима, али Орсон Велс даје резултате и иза и испред камере.”